# 巨嘴龍屬
巨嘴龍屬（學名：Magnirostris）又名巨吻龍，是角龍亞目恐龍的一屬，生存於上白堊紀（坎潘階）的中國內蒙古。牠與其他原角龍科的差異在於，巨嘴龍具有大型喙狀嘴，以及小型的額角。

## 發現歷史
巨嘴龍的模式種是達氏巨嘴龍（M. dodsoni），是在2003年由尤海魯及董枝明描述、命名的。種小名是為紀念古生物學家彼得·達德森（Peter Dodson）。化石是一個接近完整的頭顱骨，是從中國內蒙古的巴音滿都呼組（Bayan Mandahu Formation）發現的。
在2006年，有科學家提出巨嘴龍可能是弱角龍的一個變異個體，而巨嘴龍的小型額角可能是化石化過程中的擠壓、變形造成的。

## 外部連結
- https://web.archive.org/web/20091207085409/http://www.thescelosaurus.com/ceratopsia.htm
- 恐龍博物館──巨嘴龍